# Clitellaria kunmingana
Clitellaria kunmingana är en tvåvingeart som beskrevs av Yang och Akira Nagatomi 1992. Clitellaria kunmingana ingår i släktet Clitellaria och familjen vapenflugor. Inga underarter finns listade i Catalogue of Life.